# عصر ذهبي

العصر الذهبي هو مصطلح يطلقه المؤرخون لوصف فترة زمنية تبلغ فيها أمة أو دولة أو حضارة ما أوج تقدمها وقوتها وازدهارها خاصة في مجالات الفنون والعمارة والآداب والعلوم.
وتختلف من فضاء حضاري إلى آخر:
- فبالنسبة لدارسي العهد الروماني، تعدّ فترة أغسطس (27 ق.م-14 م)، العصر الذهبي.
- العصر الذهبي لأوروبا هو عصر النهضة.
- بلغت المملكة الجورجية ذروتها في القرن الثاني عشر إلى بداية القرن الثالث عشر. اعتبرت هذه الفترة على نطاق واسع على أنها العصر الذهبي لجورجيا أو عصر النهضة الجورجي خلال عهد ديفيد المنشئ والملكة تامار.[4]
- ساهم سيميون الأول ملك بلغاريا في تحويل البلاد إلى أقوى إمبراطورية معاصرة في أوروبا الشرقية.[5] وقد مثلت فترة حكمه أيضًا ازدهارًا ثقافيًا وتنويريًا لا مثيل له واعتبرت بعد ذلك العصر الذهبي للثقافة البلغارية.[6]
- ويعدّ العصر العباسي العصر الذهبي للإسلام ويمتد زمنيا بين سنتي 750 و1258م.
- وفي إسبانيا تعدّ فترة حكم فرديناند وإيزابيلا الأولى (1474-1516) فترة العصر الذهبي.
- يعتبر تاريخ مالطا تحت حكم فرسان القديس يوحنا (1530-1798) عمومًا بمثابة «العصر الذهبي» للهندسة المعمارية والفنون والصحة والتعليم، خاصةً بين أواخر 1560 وأوائل عقد 1770.[7]
- يمتد العصر الذهبي الهولندي من حوالي عام 1588 إلى عام 1702، وكانت فترة في التاريخ الهولندي حيث تفوقت التجارة الهولندية والعلوم والقوة العسكرية والفن في العالم.
- تعتبر الفترة التاريخية في بولندا بين القرن السادس عشر والقرن السابع عشر، عصرها الذهبيّ، حيث شهدت البلاد تحت حكم سلالة ياغيلون نهضة أدبية وثقافية وفنية وعلمية.[8]
- في التاريخ الفرنسي، تعد حقبة حُكم لويس الثالث عشر ولويس الرابع عشر، عصر فرنسا الذهبي حيث شهدت الحقبة تطور الفن والأدب والعمارة.[9]

## العصر الذهبي في أوروبا: اليونان
تظهر الإشارة الأولى للأسطورة الأوروبية «عصور الإنسان» (500 – 350 قبل الميلاد) في أواخر القرن السادس قبل الميلاد ضمن أعمال الشاعر الإغريقي هيسيودوس «الأعمال والأيام» (109 - 126). ُيعرّف هيسيودوس، الذي يرى ميل الأمور نحو الأسوأ، كلًّا من العصر الذهبي والعصر الفضي والعصر البرونزي والعصر البطولي والعصر الحديدي. باستبعاد العصر البطولي، كانَ كلّ عصرٍ في الترتيب أسوأ من الذي قبله. أكّد هيسيودوس أنه في العصر الذهبي، قبل ابتكار الفنون، أنتجت الأرض الغذاء بوفرة ولم تكن هناك حاجةٌ للزراعة:
عاش الرجال كالآلهة بِلا حُزنِ قلب، بعيدين وأحرارًا من كلّ كدحٍ وأسى: لم يلقي عُمرُ التّعاسة بظلاله عليهم؛ وبسيقانٍ وأذرعٍ لم تَشِخ، تمتعوًا بحياتهم بعيدًا عن متناول الشياطين. عندما ماتوا، كانوا وكأنه غلبهم النعاس، وكان لهم كلّ الخير؛ إذ قدّمت لهم الأرض الخصبة ثمارها بوفرةً وبلا تقتير، وعاشوا براحة وسلام.
أشار أفلاطون في أحد حواراته (كراتيلوس) إلى عصر الرجال الذّهبي، إضافة إلى عصر الإنسان لعمل هيسيودوس: «الأعمال والأيام». بسّط الشاعر الروماني أوفيد المفهوم بتقليص عدد العصور إلى أربعة: الذهبي والبرونزي والفضي وعصر الحديد. كان شعرُ أوفيد مصدرًا رئيسيًأ لنقل أسطورة العصر الذهبي خلال الفترة التي فقدت فيها أوروبا الغربية الاتصال المباشر مع الأدب اليوناني.
في رواية هيسيودوس، ينتهي العصر الذهبي بمنح الجبّار بروميثيوس النارَ هبةً للبشر إضافةً لجميع الفنون الأخرى. عاقب زيوس بروميثيوس على ذلك فقيّده بالسلاسل إلى صخرة في القوقاز، ليستمرّ نسرٌ بأكلِ كبده إلى الأبد. أرسلت الآلهة العذراء الجميلة باندورا إلى أخ بروميثيوس، أبيميثيوس. أوكلت الآلهة باندورا بصندوقٍ محرّمٍ عليها فتحه؛ إلا أن فضولها تغّلب عليها ففتحت الصندوق، وأطلقت العنان لكل الشرور في العالم.
حملت المدرسة الأورفكية، وهي ديانة غامضة نشأت في تراقيا وانتشرت في اليونان خلال القرن الخامس قبل الميلاد، معتقداتٍ شبيهةً حول الأيام الأولى للإنسان، وكذلك تسمية العصور بأسماء المعادن. كما هو الحال مع العديد من الديانات الغامضة التي انتشرت في العالم اليوناني الروماني (وسوابقهم الدينية الهندو أوروبية)، اتسمت النظرة الكونية للأورفكية بالتكرار الدوري. كان يُفترض على القيام بالطقوس السرية والممارسات التنكسية ضمان تحرير روح الفرد في نهاية المطاف من دائرة الفناء الموحشة، وبناءُ الصّلة مع الآلهة. ميّز الأورفكيون العصر الذهبي أحيانًا مع عهد الإله فانس، الذي كان وصيّ عرش جيل أوليمبوس قبل كرونوس. إلا أنه في الميثولوجيا الكلاسيكية، ارتبط العصر الذهبي بحكم ساتورن. في القرن الخامس قبل الميلاد، أكّد أمبادوقليس، كما هيسيودوس من قبله، على فكرة البراءة الأولية والوئام في كل الطبيعة، بما في ذلك مجتمع الإنسان، ومنه زعم بأن هناك ترديًا مستمرًا حتى الوقت الحاضر.

### أركاديا
نشأ عُرفٌ في اليونان قائلٌ أن الموقع الأصلي للعصر الذهبي كان أركاديا، وهي منطقة ريفية فقيرة في اليونان كان الرعاة فيها ما يزالون يقتاتون على ثمار شجرة البلوط وحيث اتخذ الإله ذو قدم الماعز مسكنًا له بين أشجار الحور على جبل ماينالوس. إلا أنه وفي القرن الثالث قبل الميلاد، أقحم الشاعر ثيوقريطس، الذي كان يكتب عن الإسكندرية، في شعره جزيرة صقلية الخصبة حيث وُلد. تعلّم البطل الروائي لقصة ثيوقريطس الملحمية الأولى، راعي الماعز، دافنيس، عزفَ آلة النفخ القصبية على يد الإله بان بذاته.

## عصور ذهبية أخرى
توجد هناك مفاهيم نظيرة في التقاليد الدينية والفلسفية لشبه قارة جنوب آسيا. على سبيل المثال، نظرت كل من ديانة الفيدو والهندوسية القديمة على التاريخ بأنّه دوريّ، يتألف من وحدات تاريخية تتناوب بين العصور الذهبية والمظلمة. يطابق كل من كالي يوغا (عصر الحديد) ودوابارا يوغا (العصر البرونزي) وتريتا يوغا (العصر الفضي) وساتيا يوغا (العصر الذهبي) العصور اليوناينة الأربعة. توجد معتقدات مشابهة في كل من الشرق الأوسط قديمًا وفي جميع أنحاء العالم القديم كذلك.

### الهندوسية
لا تميز التعاليم الهندية بين العصور التاريخية الأربعة (اليوغا) حسبَ أسماءِ المعادن، بل حسب لطبيعتها، مع كون الحقيقة هي السمة المميِّزة للعصر الذهبي. بعد انهيار العالم في نهاية العصر الرابع الأسوأ بينهم (كالي يوغا) المُسمى تبعًا للشخصية المسيحية كالي، تابعت الدائرة مسيرها، لتبلغ ذروتها أخيرًا بعصرٍ ذهبيٍّ جديد.

كريتا يوغا، المعروف أيضًا باسم ساتيا يوغا، العصر الأول والمثالي، كما وُصف في الملحمة الهندوسية، الماهابهاراتا:
الرجال لا يُشتَرون ولا يُباعون؛ لم يكن هناك لا من فقير ولا من غني؛ لم تكن هناك حاجة للعمل، لأن كل ما أراده الرجال حصلوا عليه بقوة الإرادة؛ كانت الفضيلة المُثلى هي التخلي عن كل الرغبات الدنيوية. كانت كريتا يوغا خالية من المرض؛ ولم يكن هناك ما يقلُّ مع مرور السنين؛ لم يكن هناك كراهيةٌ أو غرورٌ أو شرٌّ على الإطلاق؛ لا حزن ولا خوف. كان بإمكان كل البشر الحصول على النعيم الأعلى.
استمر ساتيا يوغا لـ 1,728,000 عامًا، وتريتا يوغا لـ 1,296,000 عامًا ودفابارا يوغا لـ 864,000 عامًا وكالي يوغا لـ 432,000 عامًا. حسب الأساطير الهندية القديمة (البورانا)، كان هناك 71 دورة مشابهة في حياة البشر الأولين الذين امتدت حياتهم لـ 306.72 مليون عام. اشتمل حُكم البشر الأوائل الأربعة عشر (4.32 مليار عام) على يومٍ واحدٍ (كالبا) من براهما. كان للمعرفة والتأمل والتواصل مع الروح أهمية خاصة في هذه الحقبة. يُعتقد أن متوسط العمر المتوقع للإنسان في ياتيا يوغا كان نحو مئة ألف عام. تراجعت مدة الحياة هذه في العصر التالي إلى عشرة آلاف في تريتا يوغا، تبعتها دفابارا يوغا بألف عام، ثم كالي يوغا بمئة عام. خلال ساتيا يوغا، انخرط معظم البشر بأعمال طيّبةٍ وساميةٍ فقط، وعاشت البشرية بناغمٍ مع الأرض. خَلت المعابد من الشر والخداع. لم توجد الرقصة الهندية الكلاسيكية (ناتيام) مثل (بهاراتاناتيام)، حسب النص السنسكريتي نايتا شاسترا، في ساتيا يوغا، «لأنه كان عصرًا عاش فيه الجميع بسعادة».

### براهما كوماريس
أشارت كل من جماعتي براهما كوماريس وبراجابيتا براهما كوماريس إلى خمسة «يوغا» ضمن دورة واحدة مدتها خمسة آلاف عام،  يكون العصر الذهبي أو ساتيا يوغا هو الأول، ويستمر لمدة 1250 عامًا. ويستمر كل من العصور الأربعة المتبقية؛ ثريتا يوغا (العصر الفضي) ودواربار يوغا (العصر النحاسي) وكالي يوغا (عصر الحديد) لـ1250 عامًا أيضًا. يعود العصر الخامس، سانغوم يوغا (عصر الالتقاء)، إلى المئة سنة الأخيرة من العصر الرابع ويمثّل الفترة التي ينهار فيها عصر الحديد ليبدأ العصر الذهبي من بعده. دراما العالم هي قصة صعود وهبوط أرواح البشر خلال مدة مكوثهم القصيرة في العالم. حول تفاعل الأرواح مع بعضها، والمادّة والرّب، وحول المراحل المختلفة التي تمر بها الأرواح البشرية خلال خمسة عصورٍ مختلفة من هذه التمثيلية. تبدأ التمثيلية بالعصر الذهبي، حيث تُبدي كل نفسٍ عن صفاتها الأصيلة من النقاء والسلام والمحبة والحقيقة، وتتميز العلاقات الإنسانية بالوئام التام. تعكس الطبيعة الجوهر الفاضل لهذا الكائن الرّباني، والتي هي ضمن حالتها الفطرية وتخدم البشر برفاهية. هذه هو الزمن الذي تذكره البشرية بكونه الجنة أو الفردوس.
العصر الذهبي هو الوقت الذي يزخر به البشر بجميع الفضائل الرّبانية ويتمتعون بالصفات السبعة من السلام والنقاء والحب والحكمة والسعادة والقوة والنعيم. ومنذ ذلك الوقت فصاعدًا سُميوا بالآلهة، الذين نتذكرهم كما فعل أجدادنا، والذين تُعبد ألوهيتهم في المعابد الهندوسية. يأتي العصر الفضي بعد العصر الذهبي، والذي تشهدُ فيه الأرواح، التي هي ممثلة في هذه القصة التمثيلية، تراجعًا تدريجيًا. بحلول المشهد الثاني، يزداد عدد الأرواح بشكل ملحوظ، ورغم أن الجميع ما زالوا سعداء ومزدهرين، فإن الإشراق والتكامل اللذين ميزا حياتهم لم يعودا موجودَين.